# ولگرد (فیلم ۱۳۳۱)
ولگرد نام فیلمی است به کارگردانی مهدی رئیس فیروز که محصول سال ۱۳۳۱ می‌باشد.

## خلاصه داستان
ناصر و پروین زندگی ساده و خوشی دارند و خوشبختیشان را نوزادی کامل‌تر می‌کند ولی بدخواهان ناصر را به انحطاط می‌کشند و آنچنان سقوط می‌کند که با همهٔ علایق و پیوندش به خانواده، روی بازگشت را ندارد. بعد از هفده سال سرگردانی و تحمل رنج‌ها و شکنجه‌های بسیار اتفاق او را بار دیگر سر راه همسر و دخترش قرار می‌دهد. ناصر چهره‌اش به کلی تغییر کرده‌است ولی پروین او را می‌شناسد و آن‌ها یک بار دیگر زندگی تازه‌ای را آغاز می‌کنند.